# Nuraghe Arrubiu (Sardara)
Il nuraghe Arrubiu ("nuraghe rosso" in italiano) è un nuraghe sito nel territorio comunale di Sardara (Sud Sardegna) lungo una collina nei pressi delle terme di Santa Mariacquas.
Nelle vicinanze si trovano anche i nuraghi Jana, Otzi e Fenu di Pabillonis.

## Descrizione
Il nuraghe è di tipo monotorre, con una cinta muraria rinforzata di circa 80 cm; emerge dalla vegetazione circostante, con un'altezza che raggiunge i 4 metri.
La posizione in cui si erge è strategica in quanto è a metà strada tra il nuraghe Fenu e la vicina zona termale in cui sorgono altri tre nuraghi, di cui uno facente parte dello stesso complesso termale.
Risulta essere il nuraghe più intatto del territorio comunale di Sardara tra i 15 presenti nel territorio e più singolare per via del suo colore rossiccio da cui deriva il suo nome. 
Al suo interno è ancora visibile una nicchia, mentre colpisce la grandezza dell'architrave, con la presenza di due finestrelle di scarico che sorreggono il peso dei massi.

## Galleria d'immagini

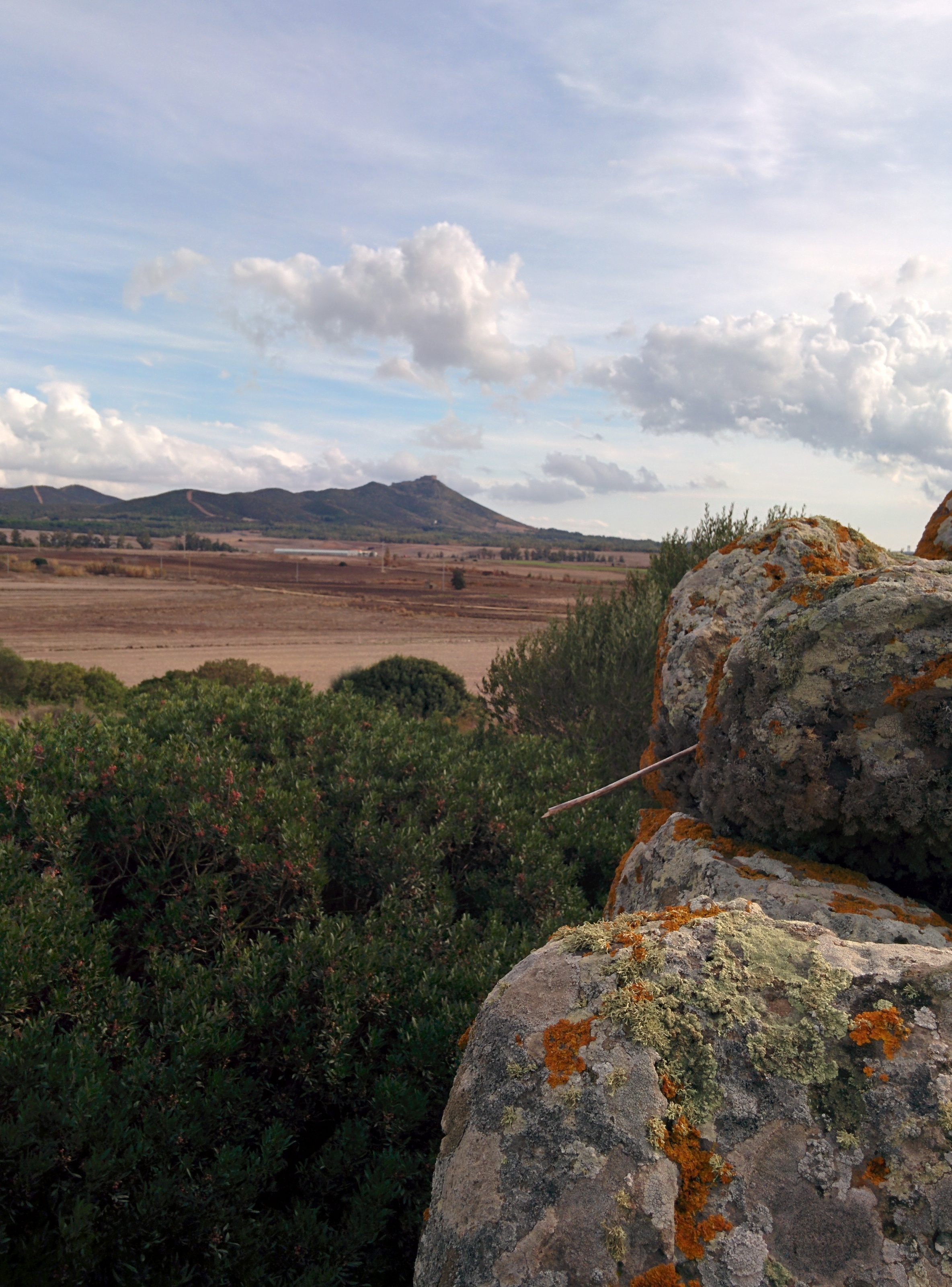
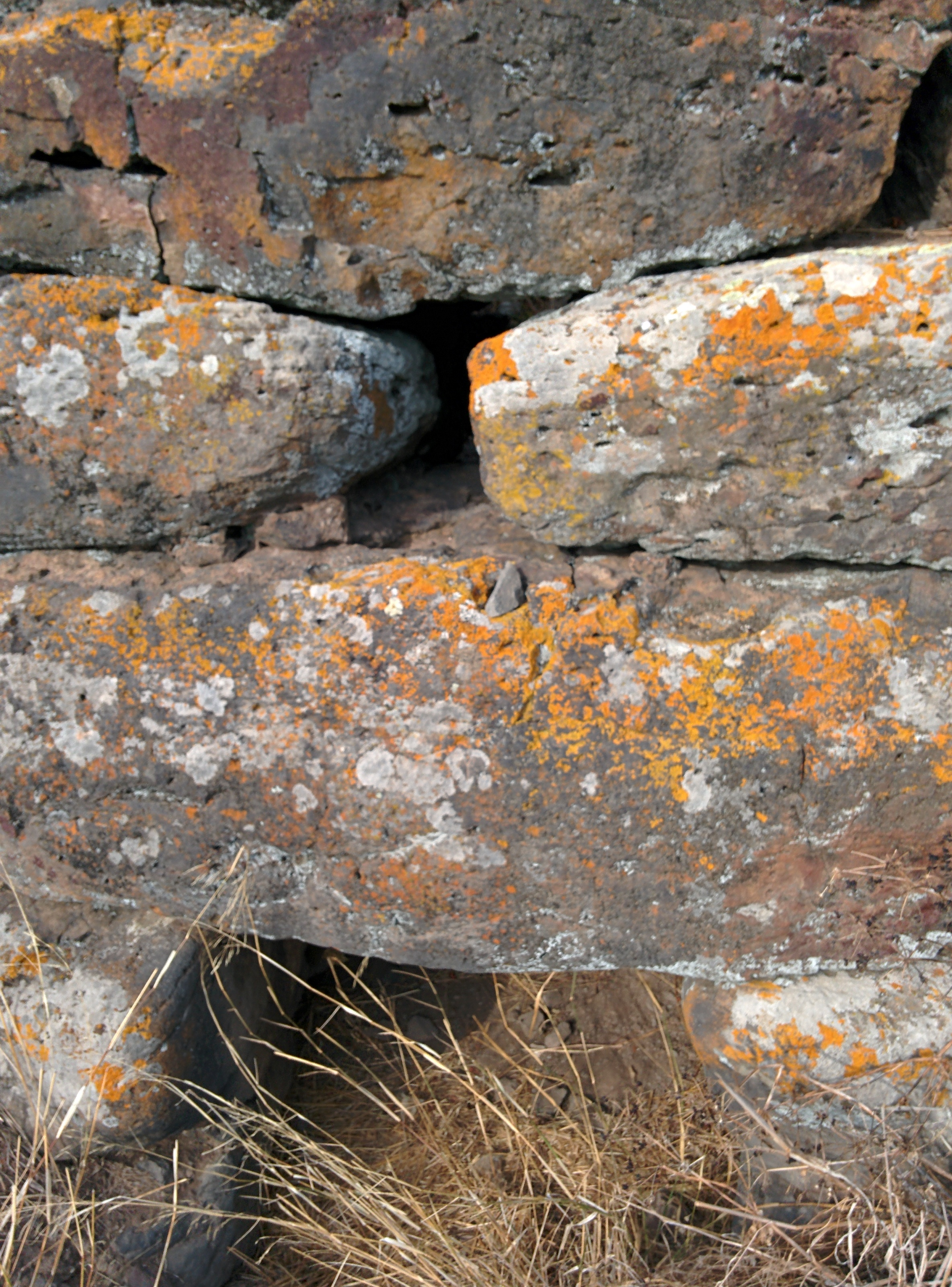
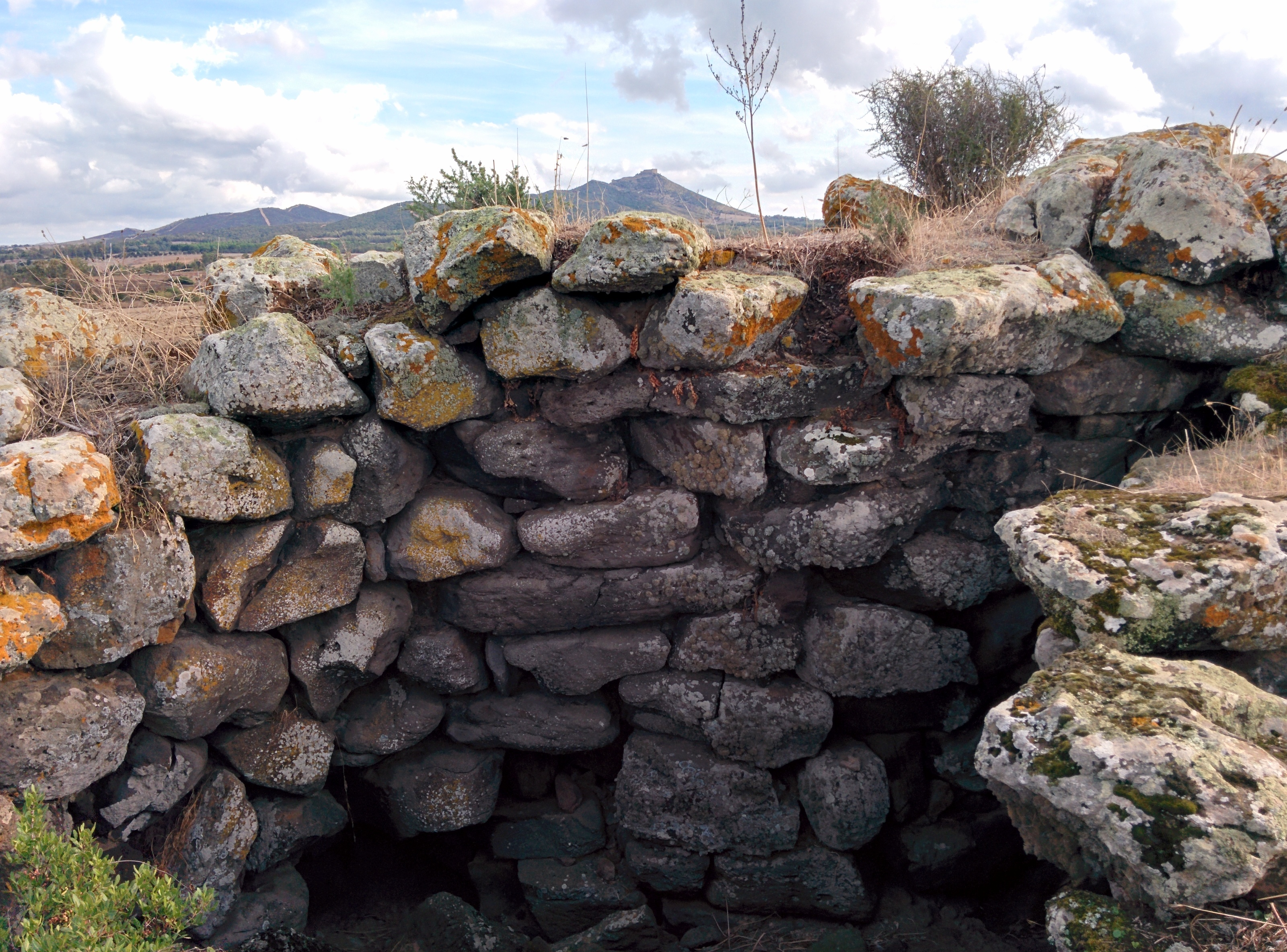
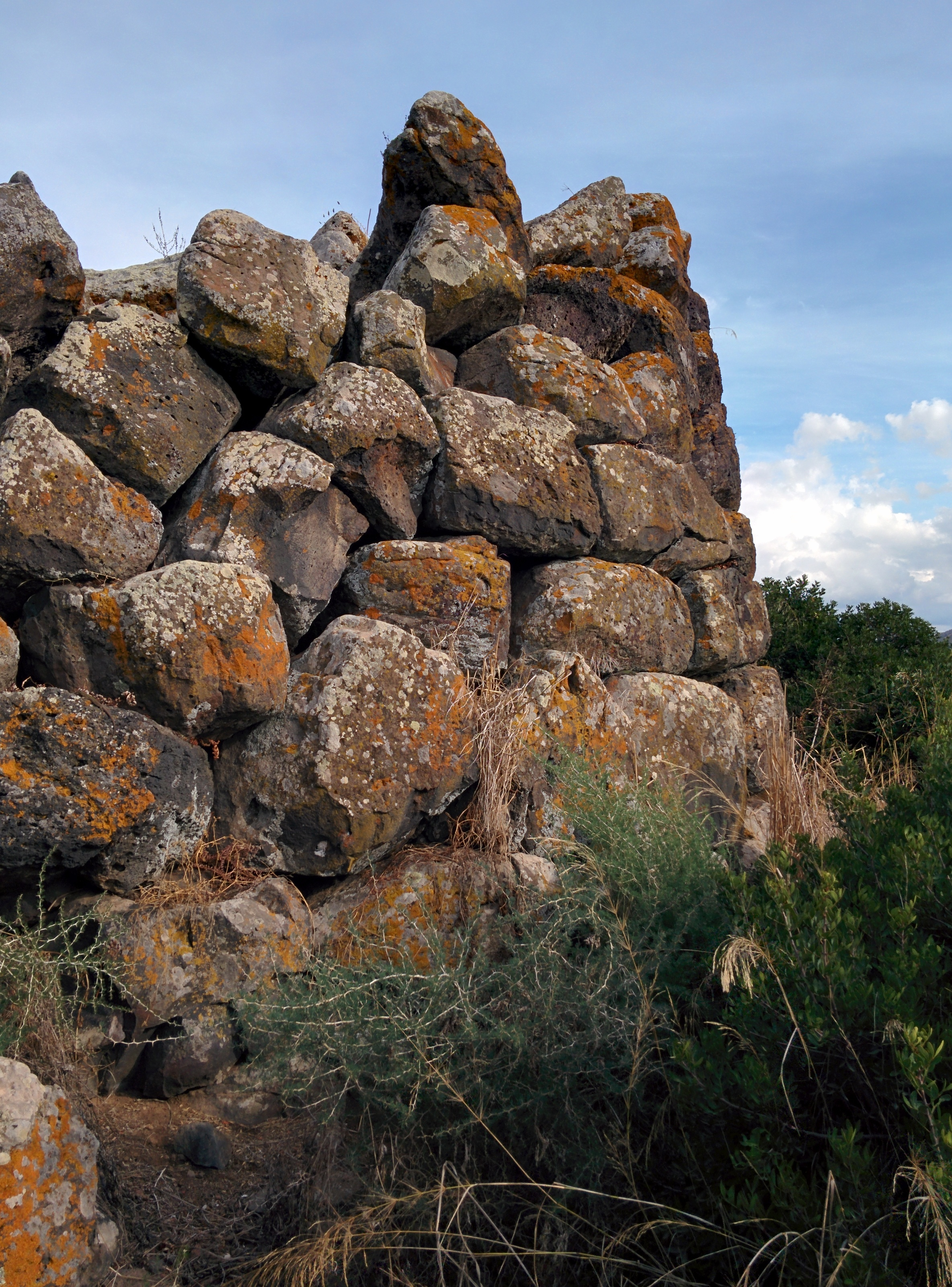
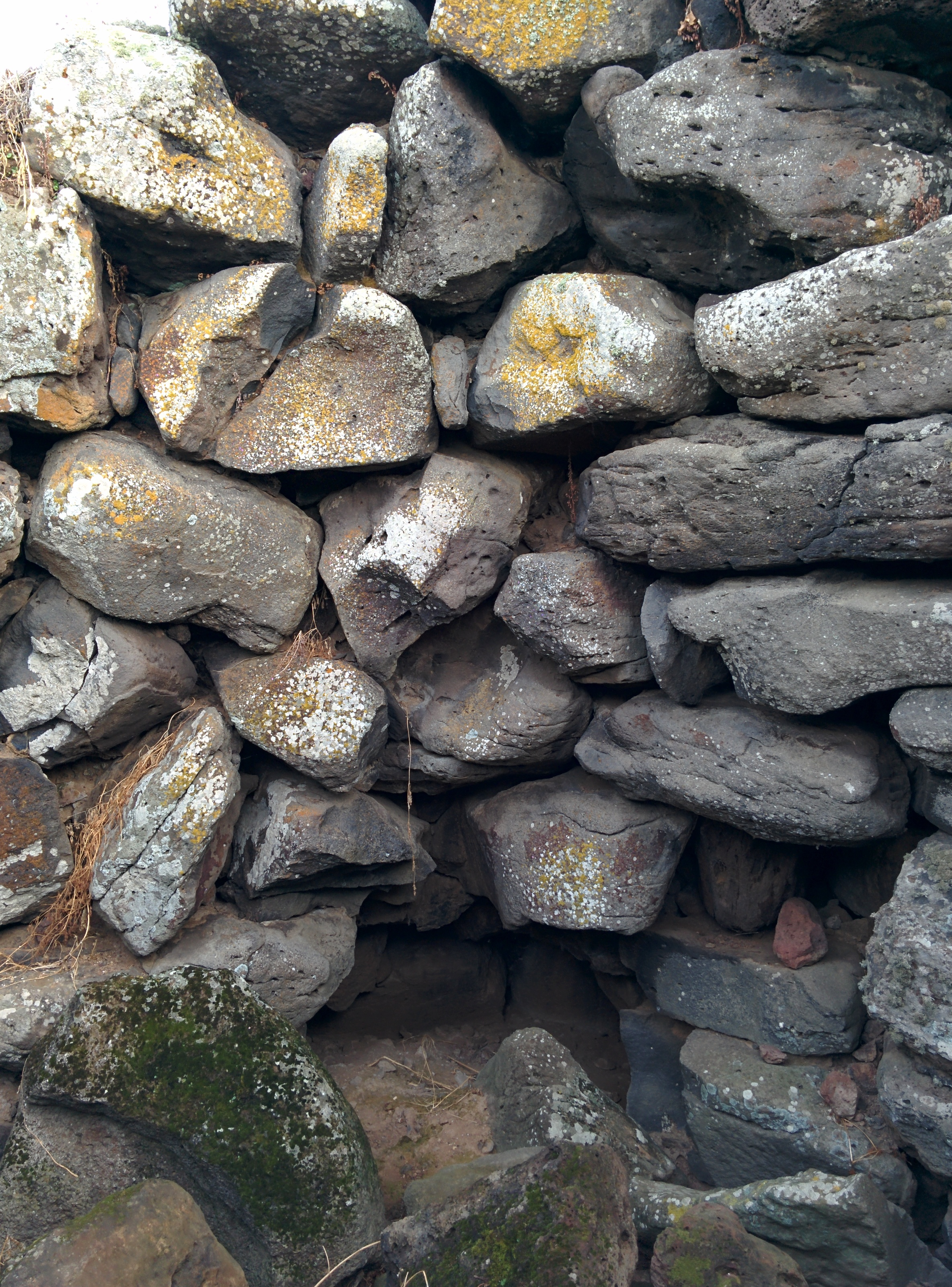
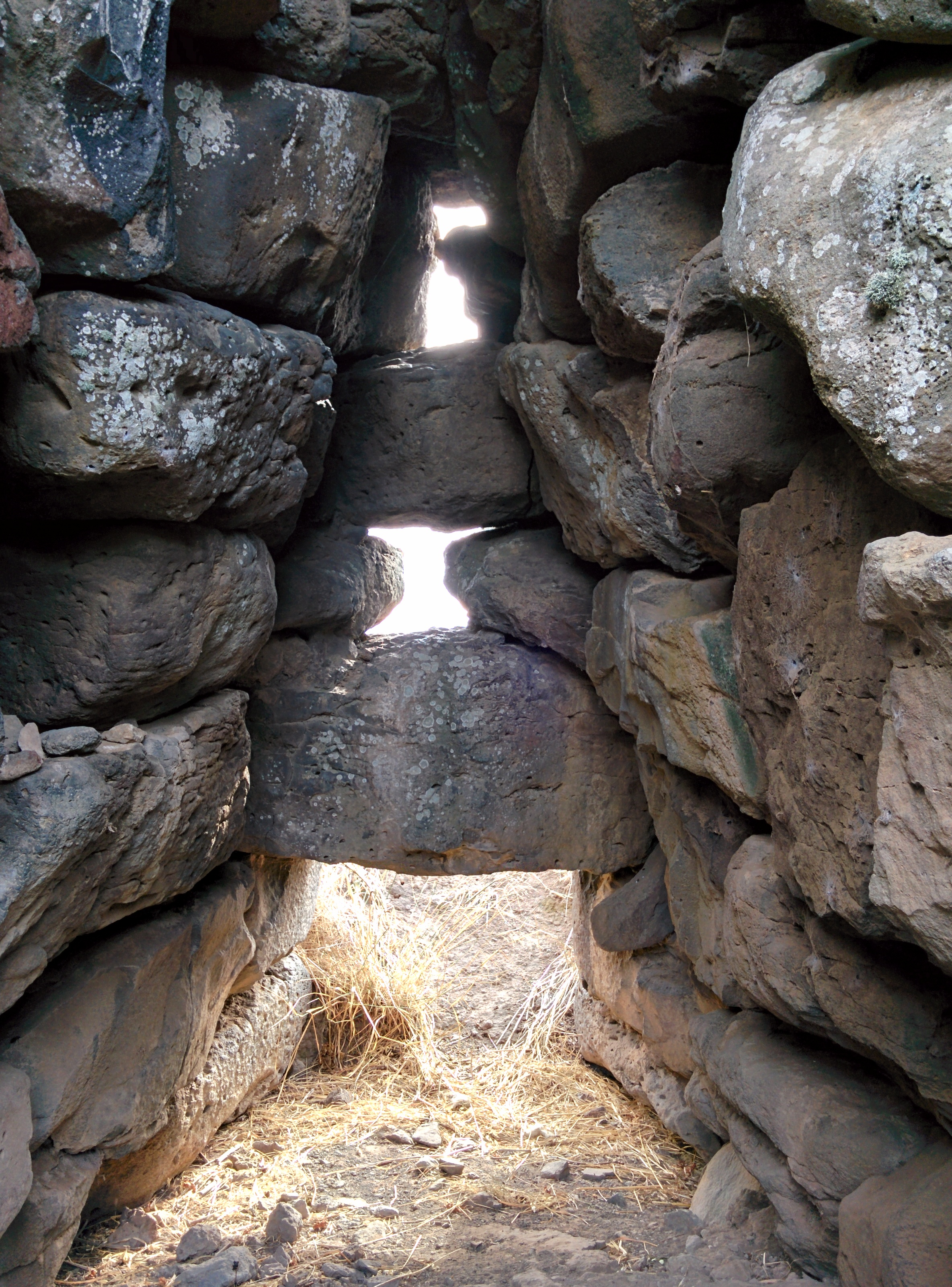